# Klaus Schulze
Klaus Schulze (West-Berlijn, 4 augustus 1947 – Berlijn, 26 april 2022) was een Duitse componist en uitvoerder van elektronische muziek. Hij wordt als een van de grondleggers van de Berlijnse School beschouwd samen met Tangerine Dream.
Schulze heeft ook onder de schuilnaam Richard Wahnfried gewerkt. Hij was een van de oprichters van de elektronische rockband Ash Ra Tempel en speelde in Tangerine Dream, alvorens hij een solocarrière begon, die meer dan 40 albums (in totaal meer dan 110 cd's) in ruim 30 jaar opleverde.

## Korte levensloop
Schulze leerde klassieke gitaar spelen, was daarna basgitarist in een skifflegroep en gitarist in een rockgroep. Hij studeerde filologie en compositie aan de Berlijnse Humboldt Universiteit. In 1967 werd hij drummer bij het trio Psy Free. Vanaf 1969 was hij drummer in Tangerine Dream en hij werkte mee aan het debuutalbum Electronic meditation, dat in 1970 verscheen.
Datzelfde jaar verliet hij Tangerine Dream om samen met Manuel Göttsching een nieuwe groep te vormen onder de naam Ash Ra Tempel. Het debuutalbum van deze nieuwe formatie heet eveneens Ash Ra Tempel. In 1971 verliet Schulze ook deze band al na het maken van het eerste album. Dit keer ging hij als soloartiest verder. In 1972 kwam zijn eerste soloalbum uit onder de titel Irrlicht.
Als soloartiest had Schulze een zeer succesvolle en productieve carrière. Hij zette meer dan 40 albums op zijn naam en bleef tot aan zijn dood actief. Na Irrlicht zijn de populaire werken Moondawn (1976), Dune (1979), Dreams (1986), Miditerranean Pads (1990) en het dubbelalbum In Blue (1995). Deze laatste bevat een lange opname met een elektrische gitaar, bespeeld door Manuel Göttsching. Vanaf 1995 werkt hij ook vaak samen met producer Pete Namlook aan een serie met de naam Dark Side Of The Moog.
Na een lang ziekbed als gevolg van een chronische nierziekte overleed Schulze op 26 april 2022 op 74-jarige leeftijd.

## Discografie

### Studio- en concertalbums
Schulzes concertoptredens waren originele composities die live werden opgenomen en worden dus als albums in de lijst opgenomen:
- (1972) Irrlicht
- (1973) Cyborg
- (1974) Blackdance
- (1975) Picture Music
- (1975) Timewind
- (1976) Moondawn
- (1977) Body Love
- (1977) Mirage - heruitgebracht 2005 met 19' bonustrack.
- (1977) Body Love II
- (1978) "X" (dubbel-cd)
- (1979) Dune
- (1980) …Live… (concert) (dubbel-cd)
- (1980) Dig it
- (1981) Trancefer
- (1983) Audentity (dubbel-cd)
- (1984) Angst (soundtrack)
- (1985) Inter*face
- (1986) Dreams
- (1988) En=trance
- (1990) Miditerranean Pads
- (1990) The Dresden Performance (concert) (dubbel-cd)
- (1991) Beyond Recall
- (1992) Royal Festival Hall Vol. 1 (concert)
- (1992) Royal Festival Hall Vol. 2 (concert)
- (1993) The Dome Event (concert)
- (1994) Le moulin de Daudet (soundtrack) - heruitgebracht 2005 met 16' bonustrack.
- (1994) Goes Classic
- (1994) Totentag (opera) (dubbel-cd)
- (1994) Das Wagner Desaster - Live (concert) (dubbel-cd) - heruitgebracht 2005 met 19-minutenbonustrack.
- (1995) In Blue (dubbel-cd) - heruitgebracht 2005 met 53-minutenbonustracks (3 cd's)
- (1996) Are You Sequenced? (dubbel-cd)
- (1997) Dosburg Online
- (2000) Ultimate Edition [noot 1] (50 cd's) Silver+Historic+Jubilee uitgebreid.
  - (1993) Silver Edition [noot 2] (10 cd's) beperkt, herdrukt in Ultimate.
  - (1995) Historic Edition [noot 3] (10 cd's) beperkt, herdrukt in Ultimate.
  - (1997) Jubilee Edition [noot 4] (25 cd's) beperkt, herdrukt in Ultimate.
- (2000) Contemporary Works I (10 cd's) met gastoptredens.
  1. Vanity of Sounds - individueel heruitgebracht in 2005
  2. The Crime Of Suspense
  3. Wahnfried: Trance 4 Motion
  4. U.S.O.: Privée
  5. Klaus Schulze vs. Solar Moon: Docking
  6. Ballett 1
  7. Ballett 2
  8. Ballett 3
  9. Ballett 4
  10. (Sampler: Adds & Edits)
- (2001) Live @ KlangArt 1 (concert)
- (2001) Live @ KlangArt 2 (concert)
- (2002) Contemporary Works II (5 cd's) met gastoptredens.
- (2003) Andromeda (promotie-cd) - uitverkochte beperkte oplage van 333 kopieën (inmiddels opgenomen in Dreams);
  - waaronder Virtual Outback
- (2004) Ion (promotie-cd, voorlopig nog niet gebundeld op andere cd) - uitverkochte beperkte oplage van 300 kopieën
- (2005) Moonlake
- (2007) Kontinuum
- (2008) Farscape met Lisa Gerrard
- (2008) Rheingold idem
- (2009) La Vie Electronique 1, historische opnamen
- (2009) La Vie Electronique 2, historische opnamen
- (2009) La Vie Electronique 3, historische opnamen
- (2009) La Vie Electronique 4, historische opnamen
- (2009) Dziękuję Bardzo (met Lisa Gerrard)
- (2010) Big in Japan Live in Tokyo
- (2010) La Vie Electronique 5, historische opnamen
- (2010) La Vie Electronique 6, historische opnamen
- (2011) La Vie Electronique 7, historische opnamen
- (2011) La Vie Electronique 8, historische opnamen
- (2011) La Vie Electronique 9, historische opnamen
- (2011) La Vie Electronique 10, historische opnamen
- (2012) La Vie Electronique 11, historische opnamen
- (2012) La Vie Electronique 12, historische opnamen
- (2013) Shadowlands
- (2013) La Vie Electronique 13, historische opnamen
- (2013) Big in Europe Vol. 1 met Lisa Gerrard
- (2014) La Vie Electronique 14, historische opnamen
- (2014) La Vie Electronique 15, historische opnamen
- (2014) Big in Europe Vol. 2, met Lisa Gerrard
- (2014) Stars are Burning, historische opnamen
- (2015) La Vie Electronique 16, historische opnamen
- (2016) Privée, historische opnamen
- (2016) Another green mile
- (2017) Androgyn, historische opnamen uit Contemporary Works II
- (2017) Ultimate docking, historische opnamen
- (2018) Silhouettes, nieuwe muziek
- (2018) Cocooning, historische opnamen uit Contemporary Works II
- (2019) Timbres of Ice, historische opnamen uit Contemporary Works II
- (2019) Next of Kin
- (2022) Deus Arrakis
- (2024) 101, Milky Way
- (2025) Bon voyage

In 2005 begon een intensief programma voor herpublicatie van Schulzes cd's. De meeste kregen uitgebreide of bonustracks, soms zelfs een volledige extra cd. Ze verschijnen onder het label Revisited Records, een afdeling van het Duitse bedrijf InsideOut Music, en worden verdeeld door SPV.

### Wahnfried-albums
Gecomponeerd door Schulze en gespeeld met gastartiesten onder de alias "Richard Wahnfried":
- (1979) Time Actor
- (1981) Tonwelle
- (1984) Megatone
- (1986) Miditation
- (1994) Trancelation
- (1996) Trance Appeal
- (1997) Drums 'n' Balls (The Gancha Dub)

### Niet-gebundelde tracks
Dit zijn losstaande nummers, die in beperkte oplage verschenen als single of op diverse compilatie-albums. De meeste van deze nummers zijn uiteindelijk verzameld in de Ultimate Edition, er blijven echter nog enkele over:
- (1985) "Macksy" - Maxisingle "gemaakt voor de disco's op verzoek van het bedrijf".
- (1994) "Conquest Of Paradise" - single, Schulze werd gevraagd een nummer uit Vangelis' 1492 te spelen.
- (2002) "Manikin Jubilee" - op een Manikin Records 2-cd-sampler, beperkt tot 777 oplagen.
- (2004) "Schrittmacher" - op een Manikin Records cd-sampler.

### 'Dark Side of the Moog'
In samenwerking met Pete Namlook (plus Bill Laswell op deel 4 tot 7):
- (1994) The dark side of the Moog, vol. 1 - Wish you were there
- (1994) The dark side of the Moog, vol. 2 - A saucerful of ambience
- (1995) The dark side of the Moog, vol. 3 - Phantom heart brother
- (1996) The dark side of the Moog, vol. 4 - Three pipers at the gates of dawn
- (1996) The dark side of the Moog, vol. 5 - Psychedelic brunch
- (1997) The dark side of the Moog, vol. 6 - The final DAT
- (1998) The dark side of the Moog, vol. 7 - Obscured by Klaus
- (1999) The dark side of the Moog, vol. 8 - Careful with the AKS, Peter (concert)
- (2002) The dark side of the Moog, vol. 9 - Set the controls for the heart of the mother
- (2005) The dark side of the Moog, vol. 10 - Astro know me domina

De reeks werd officieel 'afgesloten' met deel 10. Op 21 maart 2005 werd de Big Moog-synthesizer die het symbool van de reeks was, verkocht door Pete Namlook.
- (2008) The Dark Side of the Moog XI - The Heart of Our Nearest Star (stereo-cd en DTS-dvd)
- (2002) The Evolution of the Dark Side of the Moog - sampler met 12 beperkte uittreksels uit de delen 1 tot 8.

### Andere vormen van samenwerking
- (1970) Electronic meditation (met Tangerine Dream)
- (1971) Ash Ra Tempel (met Ash Ra Tempel)
- (1973) Join Inn (met Ash Ra Tempel)
- (1973) Tarot (2-lp) (met Walter Wegmüller)
- (1973) Lord Krishna von Goloka (met Sergius Golowin)
- (1974) The Cosmic Jokers (met The Cosmic Jokers)
- (1974) Planeten Sit In (met The Cosmic Jokers)
- (1974) Galactic Supermarket (met The Cosmic Jokers)
- (1974) Sci Fi Party (met The Cosmic Jokers)
- (1974) Gilles Zeitschiff (met The Cosmic Jokers)
- (1976) Go (met Stomu Yamash'ta)
- (1976) Go Live From Paris (live) (2-lp) (met Stomu Yamash'ta)
- (1977) Go Too (met Stomu Yamash'ta)
- (1983) Dziekuje Poland (live) (dubbel-cd) (met Rainer Bloss)
- (1984) Aphrica (lp) (met Rainer Bloss en Ernst Fuchs)
- (1984) Drive Inn (met Rainer Bloss)
- (1984) Transfer Station Blue (met Michael Shrieve en Kevin Shrieve)
- (1987) Babel (met Andreas Grosser)
- (1996) The Private Tapes Vol. 2 (1971 live) (drums bij Ash Ra Tempel) - track "Soirée Académique"
- (1996) The Private Tapes Vol. 3 (1971 live) (drums bij Ash Ra Tempel) - track "Les Bruits des Origines"
- (1996) The Private Tapes Vol. 4 (1973 live) (drums bij Ash Ra Tempel) - track "Dédié à Hartmut"
- (1996) The Private Tapes Vol. 5 (1973 live) (drums bij Ash Ra Tempel) - track "Ooze Away"
- (1996) The Private Tapes Vol. 6 (1971 live) (drums bij Ash Ra Tempel) - track "Ein würdiger Abschluß"
- (1996) "Der vierte Kuss" (1970 demo) (drums bij Ash Ra Tempel) - op 5-cd-sampler Supernatural Fairy Tales
- (2000) Friendship (met Ash Ra Tempel)
- (2000) Gin Rosé at the Royal Festival Hall (live) (met Ash Ra Tempel)

### Compilaties, promo's, samplers
Omwille van de lengte van zijn composities zijn er geen echte Schulze-compilaties, maar enkel samplers van hoofdzakelijk ingekorte tracks, die uit een echt album genomen worden.
- (1991) 2001 (sampler) - 15 verkorte tracks uit 1972-1990
- (1994) The Essential 72-93 (dubbel-cd) - 14 verkorte tracks uit 1972-1993
- (1999) Trailer (sampler) - 6 verkorte tracks uit Ultimate Edition en 3 fragmenten